# Obwód Sochaczew Armii Krajowej

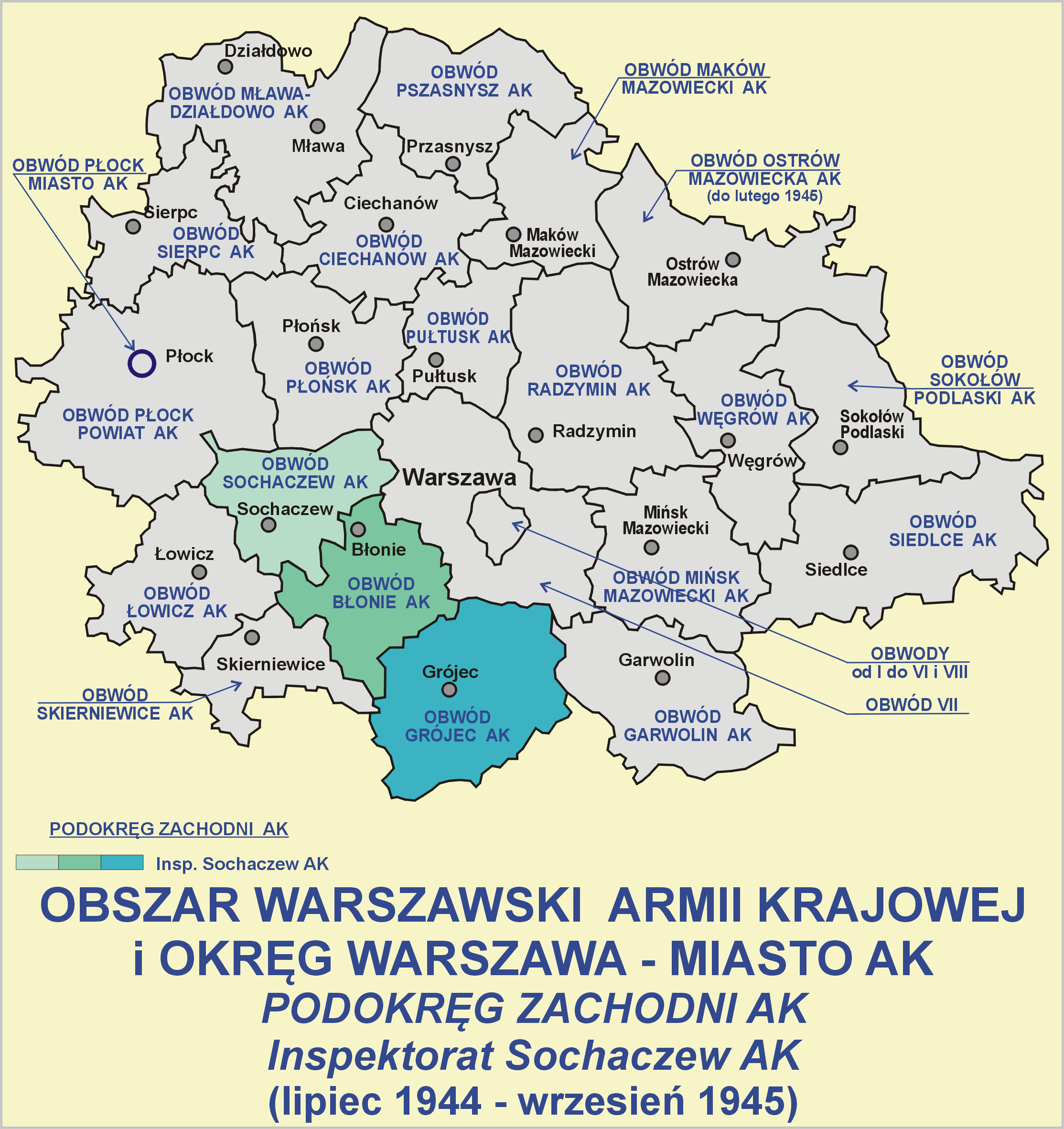

Obwód Sochaczew AK kryptonim "Skowronek" – jednostka terytorialna Związku Walki Zbrojnej, a następnie Armii Krajowej. Operowała na terenie powiatu Sochaczew. Obwód wchodził w skład Inspektoratu Sochaczew, Podokręgu Zachodniego „Hallerowo” Obszaru Warszawskiego AK. 

## Komendanci Obwodu

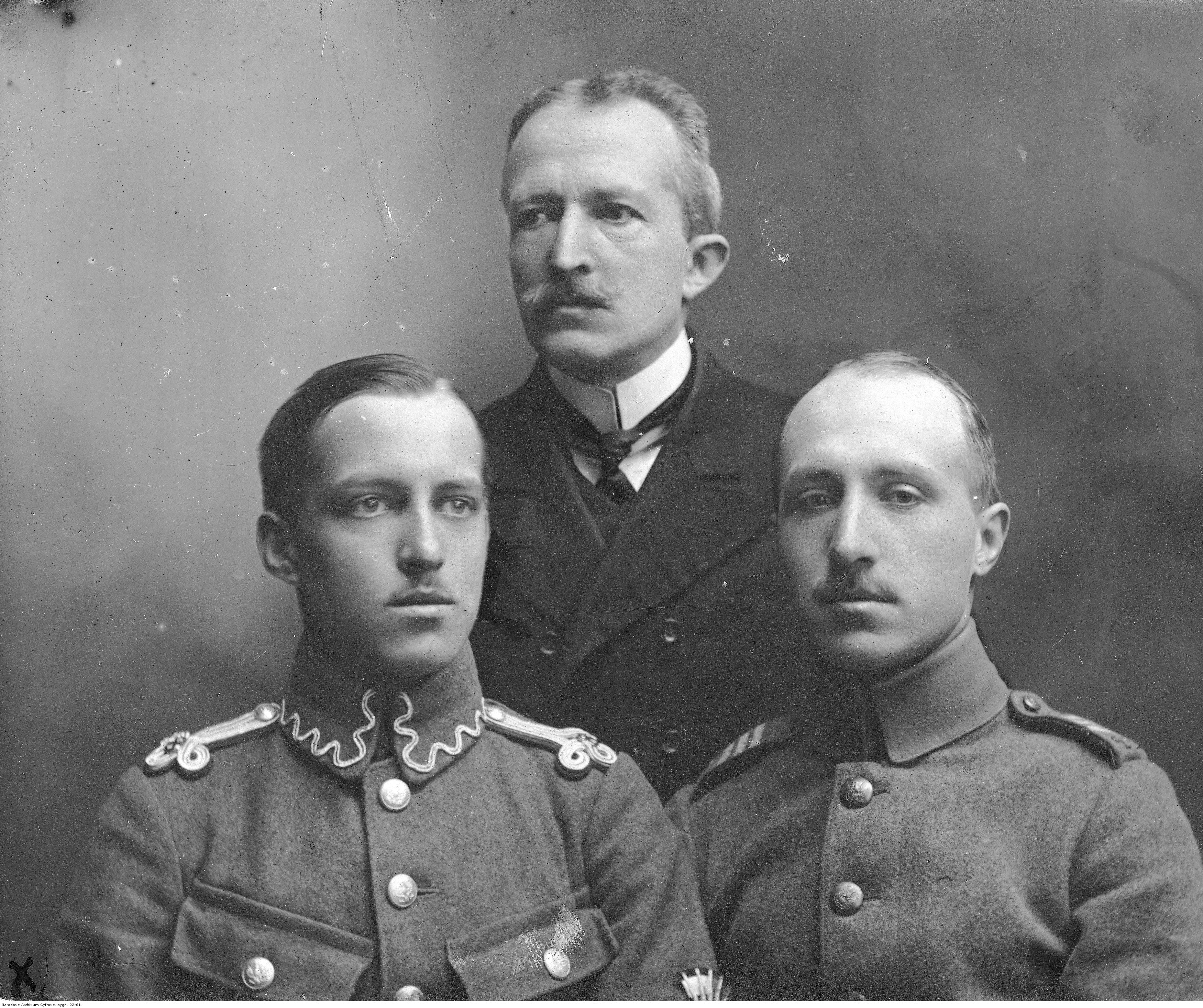
Komendant krasnystawskiego okręgu Polskiej Organizacji Wojskowej Ludwik Mieszkowski w towarzystwie dwóch niezidentyfikowanych mężczyzn. w maju 1919 roku

Od października dowódcą obwodu był kpt./mjr Ludwik Mieszkowski "Wiktor", "Łoza" "Adam" (występował pod nazwiskiem Stanisław Jasiński „Maria). Od 1 września 1941 do 17 stycznia 1945 obwodem dowodził kpt./mjr Władysław Starzyk "Orski", "Korcz", Korwin". Od sierpnia do września 1944 p.o. komendanta, w zastępstwie nieobecnego dowódcy obwodu był por. Feliks Binkiewicz "Konar", "Józef". Był on także likwidatorem obwodu w styczniu 1945.

## Struktury terenowe
W ramach obwodu funkcjonowało pięć rejonów terytorialnych:
- Rejon 1 (Sochaczew, przejściowo Iłów) - komendanci: por. Bronisław Misiak "Rybacki", "Kujawiak", pchor. Józef Nowakowski "Noski", ppor. Tadeusz Dudziński "Zawieja", ppor. Jan Tomczyk "Tombola", por. Jerzy Dyakowski "Irys";
- Rejon 2 (gmina Tułowice, przez pewien czas gmina Kampinos) - komendant ppor. Jan Gronecki "Nawrot";
- Rejon 3 (gmina Szymanów, gmina Kampinos) - komendanci: ppor. Zygmunt Rowiński "Rączka". Od 1941 ppor. Józef Jodłowski "Sztygar", "Mazur";
- Rejon 4 (gmina Kozłów Biskupi, gmina Rybno) - komendant Zygmunt Pruski "Pietrek", od 1940 ppor. Eugeniusz Kacprzak "Kowalik" (w 1942 przeszedł do BCh); Od 1942 kpt. Leon Dobrzyński "Ryszard";
- Rejon 5 (obejmował znajdujące się na terenie wcielonym do Rejencji Ciechanowskiej; gmina Młodzieszyn, Iłów) - komendanci: por. Jan Żur "Bogdan" (zg. 1 maja 1943), ppor. Tadeusz Dudziński "Zawieja".